# صالح مشطت
صالح مُشَتَّت، شهری از توابع بخش فتح‌المبین شهرستان شوش در استان خوزستان ایران است.
[بنيانگذار: الشيخ صالح المشتت]

## جمعیت
این شهر در دهستان سرخه قرار دارد و بر اساس سرشماری مرکز آمار ایران در سال ۱۳۸۵، جمعیت آن ۲٬۴۲۸ نفر (۳۷۴خانوار) بوده‌است.